# Byung-Chul Han
Byung-Chul Han (en coreano: 한병철; también puede ser escrito como Pyong-Chol Han; Seúl, n. 1959) es un filósofo, teólogo católico y ensayista surcoreano experto en estudios culturales y profesor de la Universidad de las Artes de Berlín. Escribe en alemán y está considerado como uno de los filósofos más destacados del pensamiento contemporáneo por su crítica al capitalismo, la sociedad del trabajo, la tecnología y la hipertransparencia.

## Biografía
Byung-Chul Han nació en Seúl. En una entrevista en el semanario Die Zeit contó que, aunque es crítico con la tecnología, esta le interesa especialmente, y que cuando era niño jugaba siempre con radios y aparatos eléctricos, pero al final se decantó por estudiar metalurgia en la Universidad de Corea. Abandonó la carrera tras provocar una explosión en su casa mientras trabajaba con productos químicos. Llegó a Alemania con 22 años sin saber alemán ni haber leído casi nada de filosofía.  En otra entrevista explicó:

Al final de mis estudios [de metalurgia] me sentí como un idiota. Yo, en realidad, quería estudiar algo literario, pero en Corea ni podía cambiar de estudios ni mi familia me lo hubiera permitido. No me quedaba más remedio que irme. Mentí a mis padres y me instalé en Alemania pese a que apenas podía expresarme en alemán. [...] Yo quería estudiar literatura alemana. De filosofía no sabía nada. Supe quiénes eran Husserl y Heidegger cuando llegué a Heidelberg. Yo, que soy un romántico, pretendía estudiar literatura, pero leía demasiado despacio, de modo que no pude hacerlo. Me pasé a la filosofía. Para estudiar a Hegel la velocidad no es importante. Basta con poder leer una página por día.

Estudió filosofía en la Universidad de Friburgo y literatura alemana y teología en la Universidad de Múnich. En 1994 se doctoró en Friburgo con una disertación sobre Martin Heidegger. En 2000, se incorporó al Departamento de Filosofía de la Universidad de Basilea, donde completó su habilitación. En 2010 se convirtió en miembro de la facultad Staatliche Hochschule für Gestaltung Karlsruhe, donde sus áreas de interés fueron la filosofía de los siglos XVIII, XIX y XX, la ética, la filosofía social, la fenomenología, la antropología cultural, la estética, la religión, la teoría de los medios, y la filosofía intercultural. Desde 2012, es profesor de estudios de filosofía y estudios culturales en la Universidad de las Artes de Berlín (UdK), donde dirige el Studium Generale, o programa de estudios generales, de reciente creación.
Han es autor de más de treinta libros, de los cuales los más recientes son tratados acerca de lo que él denomina la «sociedad del cansancio» (Müdigkeitsgesellschaft), y la «sociedad de la transparencia» (Transparenzgesellschaft), y sobre su concepto de shanzhai, neologismo que busca identificar los modos de la deconstrucción en las prácticas contemporáneas del capitalismo chino.
El trabajo actual de Han se centra en la «transparencia» como norma cultural creada por las fuerzas del mercado neoliberal, que él entiende como el insaciable impulso hacia la divulgación voluntaria de todo tipo de información que raya en lo pornográfico. Según Han, los dictados de la transparencia imponen un sistema totalitario de apertura a expensas de otros valores sociales como la vergüenza, el secreto y la confidencialidad.
Hasta hace poco, Han se negaba a dar entrevistas de radio y televisión y raramente divulga en público sus detalles biográficos o personales, incluyendo su fecha de nacimiento. Para rebelarse ante el capitalismo digital ha desarrollado una fórmula propia de resistencia política: no tiene smartphone, no hace turismo, solo escucha música analógica, no trata a su alumnado como clientes y dedica tiempo a cultivar su jardín.

## Obra
Byung-Chul Han ha publicado 32 libros hasta 2025. Algunos de no poca extensión, más de una quincena de artículos de relevancia filosófica, y dos monografías que recogen diversas conferencias, artículos y entrevistas. Su propuesta filosófica es amplia, compleja y rica. Su peculiar estilo de pensamiento y escritura es enormemente denso y oscuro. Sus reflexiones se articulan como comnetario a las ideas de otros autores, lo que provoca que sus libros contengan numerosas citas y referencias. Este estilo hermenéutico y escasamente argumental hace imprescindible que, para comprender sus análisis y propuestas, haya que tener en cuenta a los autores que explícita o implicitamente le sirven de marco y referencia —Martín Heidegger, Georg Wilhelm Friedrich Hegel, Jacques Derrida, Jean-François Lyotard y Emmanuel Lévinas, entre otros.—

### La sociedad de la transparencia (2012)
Ningún otro tema domina hoy el discurso público tanto como la transparencia. Según Han, quien la refiere solamente a la corrupción y a la libertad de información desconoce su envergadura. Esta se manifiesta cuando ha desaparecido la confianza y la sociedad apuesta por la vigilancia y el control. Se trata de una coacción sistémica, de un imperativo económico, no moral o biopolítico. Las cosas se hacen transparentes cuando se expresan en la dimensión del precio y se despojan de su singularidad. En su reflexión, Han "recurre a autores como Agamben, Barthes, Baudrillard,  Benjamin, Kant, Nietzsche, Rousseau, Sennett, Simmel o Žižek para desbrozar el camino hacia ese fenómeno que está acabando con la alteridad inherente a la propia esencia humana y que actúa domando cualquier resquicio de resistencia contra ese silente cambio social".

### La salvación de lo bello (2015)
Lo pulido, lo liso, lo impecable, son la seña de identidad de nuestra época. Son lo que tienen en común las esculturas de Jeff Koons, los teléfonos inteligentes y la depilación. Estas cualidades ponen en evidencia el actual «exceso de positividad» del que habla Han en otros ensayos, pero que aquí enfoca y desarrolla en el campo del arte y de la estética.

### La expulsión de lo distinto (2022)
Los tiempos en los que existía el otro han pasado. El otro como amigo, el otro como infierno, el otro como misterio, el otro como deseo van desapareciendo, dando paso a lo igual. La proliferación de lo igual es lo que, haciéndose pasar por crecimiento, constituye hoy esas alteraciones patológicas del cuerpo social. Lo que enferma a la sociedad no es la alienación ni la sustracción, ni tampoco la prohibición y la represión, sino la hipercomunicación, el exceso de información, la sobreproducción y el hiperconsumo. La expulsión de lo distinto y el infierno de lo igual ponen en marcha un proceso destructivo totalmente diferente: la depresión y la autodestrucción.

### Shanzhai

#### El arte de la falsificación y la deconstrucción en China
"Shanzhai" es un neologismo chino que se refiere a la apropiación de una forma o una idea, desestimando su estatus de originalidad. Un shanzai es un fake, una copia pirata, una parodia. Aplicado en un comienzo a las falsificaciones de productos electrónicos y marcas de ropa, este concepto hoy abarca todos los terrenos de la vida en China: hay arquitectura shanzhai, comida shanzhai, diputados shanzhai y hasta estrellas del espectáculo shanzhai. En tanto su atractivo radica precisamente en la variación funcional e ingeniosa, son mucho más que meras falsificaciones baratas. No pretenden engañar a nadie. Su capacidad de innovación, que es innegable, no se define por el genio o la creación ex nihilo, sino por ser parte de un proceso anónimo y continuado de combinación y mutación.

### Psicopolítica (2014)
El filósofo Byung - Chul Han dirige ahora su mirada crítica hacia las nuevas técnicas de poder del capitalismo neoliberal, que dan acceso a la esfera de la psique, convirtiéndola en su mayor fuerza de producción. La psicopolítica es, según Han, aquel sistema de dominación que, en lugar de emplear el poder opresor, utiliza un poder seductor, inteligente (smart), que consigue que los hombres se sometan por sí mismos al entramado de dominación.

### Buen entretenimiento
En este perspicaz ensayo, Byung-Chul Han analiza y relata, tomando como referencia a Kant, Hegel, Nietzsche, Heidegger, Luhmann y Raushenberg, las numerosas formas de entretenimiento surgidas a lo largo de la historia y muestra el arraigo del ocio en nuestro sistema social. Tan amena como productiva, esta obra nos plantea una original reflexión sobre si todavía se puede mantener la dicotomía entre pasión y entretenimiento.

### Hiperculturalidad
En esta obra, Byung-Chul Han utiliza el concepto teórico de hiperculturalidad para distinguirlo de conceptos normativos y mal empleados en el debate actual como multiculturalidad y transculturalidad. A través del pensamiento de diversos filósofos modernos y contemporáneos, el presente libro discute la idea cambiante de cultura y muestra hasta qué punto es necesaria y posible una orientación del todo diferente del mundo que habitamos. ¿Vivimos finalmente en una cultura que nos da la libertad de dispersarnos como alegres «turistas» por todo el mundo? Si así fuese, ¿estamos asimilando bien este cambio de paradigma?

### Ausencia
A través de un fino análisis de la arquitectura, las artes, el lenguaje, la comida y la gestualidad orientales, Han recoge los efectos culturales de esa discordancia. La especialidad ni del todo abierta ni del todo cerrada del templo budista, que niega el efecto de interioridad de la arquitectura religiosa cristiana; la cocina oriental que carece del peso de un plato principal y tiene como ingrediente principal el arroz, vacío por su falta de color y su sabor desabrido; el acontecimiento sin sujeto que caracteriza los usos de algunas lenguas como el coreano y el chino antiguo; la reverencia del saludo japonés, que evita el contacto directo con la mirada de un "yo", son todos elementos que trazan el perfil de una misteriosa cultura del vacío, muchas veces incomprensible desde Occidente, que se sustrae a las determinaciones del pensamiento esencialista.

### La sociedad del cansancio (2010)
En su obra La sociedad del cansancio (título original en alemán: Müdigkeitsgesellschaft), Han caracteriza a la sociedad actual como un paisaje patológico de trastornos neuronales, tales como depresión, trastorno por déficit de atención con hiperactividad, trastorno límite de la personalidad y agotamiento (burnout). Afirma que no se trata de «infecciones»  sino de «infartos», que no son causados por un fenómeno negativo de inmunología en las personas sino por un «exceso de positividad».

### La agonía del Eros
La agonía del Eros (título original: Agonie des Eros) desarrolla el pensamiento del autor ya plasmado en el libro que se acaba de citar y en La sociedad de la transparencia (en alemán: Transparenzgesellschaft), dirigiendo también la atención a temas como las relaciones humanas, el deseo y el amor. Basándose en un análisis esclarecedor de los personajes de la película Melancholia, de Lars von Trier, en la que Han ve depresión y superación, desarrolla en su forma discursiva habitual la imagen de una sociedad cada vez más dominada por el narcisismo y la autorreferencia. Este diagnóstico de Han se extiende incluso hasta lo que él denomina «pérdida del deseo», la desaparición de la capacidad para dedicarse al «otro», al extraño, al no-yo. Giramos alrededor de nosotros mismos, nos restringimos en nuestra mismidad, incapaces de construir relaciones con los demás. Incluso el amor y la sexualidad se impregnan de este cambio: socialmente, el sexo, la pornografía y el exhibicionismo están desplazando al amor, al erotismo y al deseo en el ojo público. La abundancia de positividad y autorreferencia conducen a una pérdida de interacción. El pensamiento, según Han, se basa en la «no oposición», en el deseo de algo que uno no entiende todavía. Se conecta en alto grado al Eros, por lo que La agonía del Eros (título de su obra) es también una «agonía del pensamiento». No todo debe ser comprendido y debe «gustar», no todo debe estar disponible.

### Topología de la violencia
En Topología de la violencia (título original: Topologie der Gewalt) el autor continúa su análisis alarmante de una sociedad al borde del colapso que comenzó con La sociedad del cansancio. Se centra en la relación entre la violencia y la individualidad, demostrando que pese a la tesis generalizada de su desaparición, la violencia solo ha cambiado su forma de mostrarse y opera de maneras más sutiles. La violencia en forma de guerra da paso a otra, anónima, «de-subjetivada» y sistémica, que no se revela ya que se fusiona con su antagonista, la libertad. 
A través de Sigmund Freud, Walter Benjamin, Carl Schmitt, Richard Sennett, René Girard, Giorgio Agamben, Deleuze/Guattari, Michel Foucault, Michel Serres, Pierre Bourdieu y Martin Heidegger, Han adopta su propio concepto de la violencia, que define funcionando en la individualidad libre. Impulsados por la única exigencia de perseverar y no fallar, así como por la ambición de la eficiencia, nos convertimos en renunciadores y sacrificadores al mismo tiempo, entrando en un remolino de limitación, autoexplotación y colapso. Este lúcido estudio de Han de la violencia ofrece muchas ideas poco ortodoxas y no teme criticar el sentido común sobre la concepción moderna de la sociedad en libertad, la individualidad y la realización personal, sacando a la luz el lado sombrío del asunto.
En un artículo sobre este autor del diario El País se recogen algunas de sus afirmaciones:

No hay, sin embargo, que confundir la seducción con la compra. «Creo que no solo Grecia, también España, se encuentran en un estado de shock tras la crisis financiera. En Corea ocurrió lo mismo, tras la crisis de Asia. El régimen neoliberal instrumentaliza radicalmente este estado de shock. Y ahí viene el diablo, que se llama liberalismo o Fondo Monetario Internacional, y da dinero o crédito a cambio de almas humanas. Mientras uno se encuentra aún en estado de shock, se produce una neoliberalización más dura de la sociedad caracterizada por la flexibilización laboral, la competencia descarnada, la desregularización, los despidos». Todo queda sometido al criterio de una supuesta eficiencia, al rendimiento. Y, al final, explica, «estamos todos agotados y deprimidos. Ahora la sociedad del cansancio de Corea del Sur se encuentra en un estadio final mortal».

En realidad, el conjunto de la vida social se convierte en mercancía, en espectáculo. La existencia de cualquier cosa depende de que sea previamente "expuesta", de "su valor de exposición" en el mercado. Y con ello «la sociedad expuesta se convierte también en pornográfica. La exposición hasta el exceso lo convierte a todo en mercancía. Lo invisible no existe, de modo que todo es entregado desnudo, sin secreto, para ser devorado de inmediato, como decía Baudrillard». Y lo más grave: «La pornografía aniquila al eros y al propio sexo». La transparencia exigida a todo es enemiga directa del placer que exige un cierto ocultamiento, al menos un tenue velo. La mercantilización es un proceso inherente al capitalismo que solo conoce un uso de la sexualidad: su valor de exposición como mercancía.

En relación con el estado de malestar permanente del hombre moderno:

"La forma de curar esa depresión es dejar atrás el narcisismo. Mirar al otro, darse cuenta de su dimensión, de su presencia", sostiene. «Porque frente al enemigo exterior se pueden buscar anticuerpos, pero no cabe el uso de anticuerpos contra nosotros mismos». Para precisar lo que sugiere recurre a Jean Baudrillard: el enemigo exterior adoptó primero la forma de lobo, luego fue una rata, se convirtió más tarde en un escarabajo y acabó siendo un virus. Hoy, sin embargo, «la violencia, que es inmanente al sistema neoliberal, ya no destruye desde fuera del propio individuo. Lo hace desde dentro y provoca depresión o cáncer». La interiorización del mal es consecuencia del sistema neoliberal que ha logrado algo muy importante: ya no necesita ejercer la represión porque esta ha sido interiorizada. El hombre moderno es él mismo su propio explotador, lanzado solo a la búsqueda del éxito. Siendo así, ¿cómo hacer frente a los nuevos males? No es fácil, dice. "La decisión de superar el sistema que nos induce a la depresión no es cosa que solo afecte al individuo. El individuo no es libre para decidir si quiere o no dejar de estar deprimido. El sistema neoliberal obliga al hombre a actuar como si fuera un empresario, un competidor del otro, al que solo le une la relación de competencia".

### La sociedad de trabajo y rendimiento
Han critica la generalización de presiones sobre el individuo, al que se le exige y él se autoexige una actividad constante, una obligación que acaba por sumirlo en la depresión. La sociedad que acoge al ser humano deja entonces de existir y se convierte en una sociedad de la obligación. 
La siguiente cita de su obra Psicopolítica: neoliberalismo y nuevas técnicas de poder ejemplifica muy bien su pensamiento:

Quien fracasa en la sociedad neoliberal del rendimiento se hace a sí mismo responsable y se avergüenza, en lugar de poner en duda a la sociedad o al sistema. En esto consiste la especial inteligencia del régimen neoliberal. (…) En el régimen neoliberal de la autoexplotación uno dirige la agresión hacia sí mismo. Esta autoagresividad no convierte al explotado en revolucionario, sino en depresivo.

En su obra La sociedad del cansancio, señala el autor:

La sociedad de trabajo y rendimiento no es ninguna sociedad libre. Produce nuevas obligaciones. La dialéctica del amo y el esclavo no conduce finalmente a aquella sociedad en la que todo aquel que sea apto para el ocio es un ser libre, sino más bien a una sociedad del trabajo, en la que el amo mismo se ha convertido en esclavo del trabajo. En esta sociedad de obligación, cada cual lleva consigo su campo de trabajos forzados. Y lo particular de este último consiste en que allí se es prisionero y celador, víctima y verdugo, a la vez. Así, uno se explota a sí mismo, haciendo posible la explotación sin dominio.

En relación con este tema, en su artículo "¿Por qué hoy no es posible la revolución?" (07/10/2014), escribió:

No es posible explicar el neoliberalismo de un modo marxista. En el neoliberalismo no tiene lugar ni siquiera la "enajenación" respecto del trabajo. Hoy nos volcamos con euforia en el trabajo hasta el síndrome de Burnout [fatiga crónica, ineficacia]. El primer nivel del síndrome es la euforia. Síndrome de Burnout y revolución se excluyen mutuamente. Así, es un error pensar que la multitud derroca al empire parasitario e instaura la sociedad comunista. [...] ¿Y qué pasa hoy con el comunismo? Constantemente se evocan el sharing (compartir) y la comunidad. La economía del sharing ha de suceder a la economía de la propiedad y la posesión. Sharing is caring, (compartir es cuidar), dice la máxima de la empresa Circler en la nueva novela de Dave Eggers, The Circle. [...] También en la economía basada en la colaboración predomina la dura lógica del capitalismo. De forma paradójica, en este bello "compartir" nadie da nada voluntariamente. El capitalismo llega a su plenitud en el momento en que el comunismo se vende como mercancía. El comunismo como mercancía: esto es el fin de la revolución.

### El aroma del tiempo: Un ensayo filosófico sobre el arte de demorarse
En esta obra Byung reflexiona sobre la crisis temporal contemporánea. Plantea la atomización del tiempo como la problemática posmoderna, ya no nos enfrentamos a la aceleración del tiempo, sino a la fragmentación del mismo, a la que el autor nombra disincronía: cada momento es idéntico, monótono; no existe sentido y/o significado. El tiempo huye debido a que nada concluye, todo es efímero y fugaz. Ni siquiera la muerte concluye, simplemente se concibe como un instante más. Así, invalida la visión de Nietzsche y Heidegger de la muerte como consumación de una unidad con sentido. 
Sin embargo, también propone que la posibilidad de recuperación de esta disincronía da lugar a la posibilidad de una vida carente de teología y teleología, que aun así mantiene su propio «aroma». La crisis sobre el tiempo en la posmodernidad no tiene porqué traer consigo un vacío temporal, pero para ello se necesita un cambio, es decir que la vida activa acoja nuevamente a la vida contemplativa.

### En el enjambre
En esta obra, Byung analiza la forma en la que la revolución digital, internet y las redes sociales han transformado la esencia misma de la sociedad. Se ha formado una nueva masa: «el enjambre digital»: una masa de individuos aislados, sin alma, sin acción colectiva, sin sentido y sin expresión. La hipercomunicación digital destruye el silencio y únicamente percibe ruido carente de coherencia, aturdidor. Bajo este contexto se impide el cuestionamiento al orden establecido, tomando así el sistema rasgos de totalitarismo de forma poco visible.

### Sobre el poder
En esta obra, Han enfrenta el caos teórico que existe en torno al concepto de poder buscando una «forma fundamental» que permita comprender sus diversas manifestaciones. Diferencia el poder coactivo —inestable y de baja intermediación respecto al otro sometido— y el poder que opera desde la libertad del otro —mucho más estable y de alta intermediación. Sin embargo, en ambos casos reconoce una forma única de poder que se caracteriza por el intento de continuarse a sí mismo en el otro. 
El rasgo fundamental del poder es «ir más allá de sí». Pero yendo más allá de sí, el sujeto del poder no se abandona ni se pierde. Ir más allá de sí —y este es el modo en que marcha del poder— es al mismo tiempo ir consigo.
Finalizando esta obra concluye que la única intermediación con el otro radicalmente diferente al poder está dada por la amabilidad. La amabilidad tiene la capacidad de una "etización del poder" en cuanto permite que el sí mismo no tenga necesidad de recuperarse a sí mismo en lo otro:
(...) la etización del poder exige que el lugar trascienda su tendencia ipsocéntrica, que brinde espacios no solo a lo uno, sino también a lo múltiple y a lo marginal, que conceda estancias, que se vea conmovido por una amabilidad original que detenga esta tendencia, esta voluntad de sí mismo (…)  De la amabilidad emana un movimiento distinto que del poder. Al poder en cuanto tal le falta la apertura para la alteridad. (p. 106).

### Capitalismo y pulsión de muerte (2022)
Este libro reúne 14 artículos y 2 conversaciones de Byung-Chul Han acerca de la expansión del capitalismo y sus consecuencias.
Lo que hoy llamamos «crecimiento» es en realidad la consecuencia de un aumento excesivo de carcinomas que destruyen el organismo social. Estos tumores metastatizan sin cesar y se multiplican con una vitalidad inexplicable y mortal. En cierto momento, este crecimiento ya no es productivo, sino destructivo.
El capitalismo ha sobrepasado hace mucho tiempo este punto crítico. Sus poderes destructivos producen catástrofes no solo ecológicas o sociales, sino también mentales. Los efectos devastadores del capitalismo sugieren la existencia de un instinto de muerte. Freud, inicialmente, introdujo la noción de «pulsión de muerte» con vacilación, pero luego admitió que «no podía pensar más allá» a medida que la idea se volvía cada vez más central en su pensamiento. Hoy es imposible reflexionar sobre el capitalismo sin considerar la pulsión de muerte.

## Temas
Han ha escrito, entre otros temas, sobre depresión nerviosa, trastorno por déficit de atención con hiperactividad, trastorno límite de la personalidad, burnout, Internet, amor, cultura pop, poder, racionalidad, religión, medios de comunicación de masas, subjetividad, cansancio, astenia, transparencia desde el punto de vista social y de la conducta, y sobre violencia. 

### Dataísmo
En 2014 Byung manifestó en su libro Psicopolítica al respecto del dataísmo:

El Big Data debe liberar el conocimiento del arbitrio subjetivo. Así pues, la intuición no representa una forma superior del conocimiento. Se trata de algo meramente subjetivo, de un auxilio necesario que suple la falta de datos objetivos. En una situación compleja, siguiendo esta argumentación, la intuición es ciega. Incluso la teoría cae bajo la sospecha de ser una ideología. Cuando hay suficientes datos, la teoría sobra. La segunda Ilustración es el tiempo del saber puramente movido por datos. [...] El dataísmo se muestra como un dadaísmo digital. También el dadaísmo renuncia a un entramado de sentido. Se vacía a la lengua totalmente de su sentido: «Los sucesos de la vida no tienen ni comienzo ni fin. Todo transcurre de manera idiota. Por eso todo es igual. La simplicidad se llama dadá». El dataísmo es nihilismo. Renuncia totalmente al sentido. Los datos y los números no son narrativos, sino aditivos. El sentido, por el contrario, radica en una narración. Los datos colman el vacío de sentido.[...] En general, el dataísmo adquiere rasgos libidinosos, incluso pornográficos. Los dataístas copulan con datos. Así, se habla de «datasexuales». Son «inexorablemente digitales» y encuentran los datos «sexys». El dígito se aproxima al falo.
Byung-Chul Han. Psicopolítica, Barcelona, Herder Editorial, 2014, ISBN 978-84-254-3368-9.

## Recepción de su obra
Han es hoy considerado una estrella en el campo de la filosofía y sucesor aventajado de pensadores como Roland Barthes, Giorgio Agamben y Peter Sloterdijk.
Su obra La sociedad del cansancio (Müdigkeitsgesellschaft) está disponible en más de una decena de lenguas. Algunos periódicos coreanos votaron dicho libro como el más importante aparecido en 2012.